# Bazilisk
Bazilisk je mitološko bitje - ogromen kuščar in kralj kač. Bazilisk lahko človeka ubije z enim samim pogledom. Če vidiš le njegov odsev (npr. v ogledalu) okameniš. Strupeni so tudi njegovi strupniki.
Bazilisk se izvali iz petelinjega jajca, valiti pa ga mora kača.
V knjigi Harry Potter in dvorana skrivnosti je bazilisk pošast, ki se skriva v dvorani. Bazilisk se v tej zgodbi izleže iz petelinjega jajca, ki pa ga vali krastača.